# Шкрбич, Слободан
Слобода́н Шкрбич (серб. Слободан Шкрбић; 18 октября 1944, Белград — 16 марта 2022, Белград) — югославский футболист, играл на позиции защитника.

## Биография

### Игровая карьера
В течение десяти сезонов играл за «Црвену звезду», сыграв во всех турнирах за «красно-белых» 191 матч и забил 12 голов. Он был частью команды, которая становилась чемпионом Югославии и выигрывала Кубки Югославии. Его карьера была испорчена из-за частых травм и операций
, из-за которых он потом долго восстанавливался.
В 1971 году переехал во Францию, где играл за «Лилль» и в возрасте 27 лет закончил карьеру.

### Смерть
Скончался 16 марта 2022 года в Белграде в возрасте 77 лет.

## Достижения
«Црвена звезда»
- Чемпион Югославии (3) : 1963/64, 1967/68, 1969/70
- Обладатель Кубка Югославии  (3) : 1963/64, 1967/68, 1969/70